# Shirley Chisholmová
Shirley Chisholmová (30. listopadu 1924 Brooklyn, New York – 1. ledna 2005 Ormond Beach, Florida) byla americká politička a spisovatelka. Byla první Afroameričankou zvolenou do Sněmovny reprezentantů USA (1968), ve které působila sedm volebních období (v letech 1969 až 1983). V roce 1972 byla první nebílou kandidátkou na prezidentku USA, kterou nominovala jedna ze dvou hlavních amerických politických stran a první nominovanou ženou za Demokratickou stranu.
V roce 2015 jí byla in memoriam udělena Prezidentská medaile svobody.

## Biografie
Shirley Anita St. Hillová se narodila v roce 1924 v New Yorku do dělnické rodiny migrantů z Karibiku. Kvůli těžké životní situaci strávila část dětství u svých prarodičů na Barbadosu. Do USA se vrátila až v roce 1934. Roku 1946 získala titul Bachelor of Arts na Brooklyn College. Již na škole byla velmi aktivní. Vítězila například v debatních soutěžích a angažovala se v Harriet Tubman Society a spolku Delta Sigma Theta. Zvláště v Harriet Tubman Society se pokoušela získat podporu pro větší zastoupení Afroameričanů ve studentských rozhodovacích orgánech a zabývala se také rovnou integrací Afroameričanů v armádě.
Během čtyřicátých let poznala Conrada O. Chisholma, který do USA emigroval z Jamajky. Vzali se v roce 1949. Následně, v roce 1952, získala magisterský titul na pedagogické fakultě Kolumbijské univerzity a začala se věnovat učení v mateřské škole.
Mezi lety 1953 a 1959 byla ředitelkou mateřských škol Friends Day Nursery v Brooklynu a Hamilton-Madison Child Care Center na Lower Manhattanu. Mezi lety 1959 a 1964 působila jako vzdělávací poradkyně pro Division of Day Care. Tematicky se zaměřovala na předškolní péči a péči o děti.
Svým zájmem o veřejné dění se dostala do styku s politikou. Nejdříve dobrovolničila v místních politických organizacích, jako byl převážně bělošský Brooklyn Democratic Club. Aktivní byla ale také v League of Women Voters a v National Association of College Women. V organizacích se jí podařilo posílit hlas Afroameričanů.
V roce 1965 byla zvolena do New York State Assembly, státního shromáždění, kde vykonávala svou funkci do roku 1968. Ve funkci se soustředila na zlepšení situace pracovníků v domácnostech a znevýhodněných dětí při přístupu ke vzdělání.
Roku 1968 kandidovala pod sloganem „Unbought and unbossed“ do Sněmovny reprezentantů USA. Po zvolení se stala první Afroameričankou ve Sněmovně reprezentantů USA. Ve Sněmovně reprezentantů byla nejdříve přidělena do zemědělského výboru, což ovšem neodpovídalo zájmům jejího městského obvodu. Ve výboru si ovšem díky radě Menachema Mendela Schneersona našla své poslání, když se rozhodla situace využít k posílení distribuce potravin sociálně potřebným obyvatelům. Podílela se tak na spuštění programu Special Supplemental Nutrition Program for Women, Infants and Children (WIC). Později si vydobyla přeložení do výboru pro vzdělávání a zaměstnanost.
Do své kanceláře najímala pouze ženy, polovina z nich byly Afroameričanky. Během působení v kongresu spoluzakládala klub Congressional Black Caucus a také National Women's Political Caucus. V roce 1971 předložila spolu s poslankyní Bellou Abzugovou návrh zákona, který měl do roku 1975 posílit rozpočet na péči o děti o 10 miliard dolarů. Kongresem nakonec prošla osekaná verze předložená senátorem Walterem Mondalem. Tu ale nakonec stejně vetoval prezident Richard Nixon, který ji označil za příliš nákladnou a ohrožující roli rodiny.
V následujícím roce (1972) pracovala na návrhu zákona, který by ukotvil právo na minimální mzdu pro pracovníky v domácnostech. Zákon se ji nakonec podařilo prosadil s neočekávanou podporou guvernéra Alabamy George Wallace.
V lednu 1972 oznámila kandidaturu na prezidentku USA, čímž byla první Demokratkou, která získala stranickou nominaci. Ovšem nepodařilo se jí zajistit dostatek financí (na kampaň vynaložila celkem jen 300 000 dolarů). Nepodařilo se jí také získat dostatečnou váhu pro svou kandidaturu a neporazila svůj obraz jako „symbolické kandidátky“ (Afroameričanka a žena). Během kampaně také musela čelit rasisticky motivovaným výhrůžkám. Během stranických primárek skončila na čtvrté pozici ze třinácti kandidátů. Získala 152 delegátů (5 %). Demokratickým kandidátem se tak s přehledem stal George McGovern, kterého ovšem následně porazil Richard Nixon.
V letech 1977 až 1981 byla tajemnicí House Democratic Caucus, nejvyššího stranického klubu ve Sněmovně reprezentantů. Během své kariéry se soustředila na zvýšení financování sociálních a vzdělávacích programů, naopak úspory chtěla prosadit ve výdajích na armádu. Kritizovala například vývoj zbraní hromadného ničení a válku ve Vietnamu.
V roce 1977 se rozpadlo její první manželství a později si vzala bývalého politika Arthura Hardwicka, Jr. Ovšem ani z jednoho manželství nevzešly děti. V roce 1982 oznámila odchod z politiky, ke kterému ji vedla vážná nehoda jejího manžela, o kterého se následně musela starat až do jeho předčasné smrti v roce 1986, a dále také nástup konzervativní politiky Ronalda Reagana.
Shirley Chisholmová napsala dvě autobiografie Unbought and unbossed (1970) a The Good Fight (1973).